# ロジェー・ダンブロン
ロジェー・ダンブロン（Roger Dambron、1921年2月5日 - 2017年7月7日）は、エタプル（フランス）出身の発明家、作家、作曲家、好古家、救急医療隊員。
2017年7月7日にシルティカイム（フランス）で亡くなる。積算士でもあり、1950年から1990年の間にいくつかの発明をした。

## 人物
「ポルトレート・ロボット」（モンタージュ写真）の先駆者であり、後から司法警察はその発明を取り上げ、自身のニーズに合わせて開発した。
ロジェー・ダンブロンは、1952年6月に「フォトロボット」と言うボードゲームを発明したことでレピーヌコンペティションで銅メダルを獲得した。このゲームは、1950年に自分を楽しませ、子供たちに贈り物として提供するために、治療施設に滞在中に作成したもの。
本発明は、写真の断片（鼻、目、口など）を切り取り、それらを混ぜ合わせて新しい顔を作成することを目的とした。
ロジェー・ダンブロンは、自分のプロジェクトを適応させようとすると、同じ距離で同じ角度から撮影した写真を見つけることが最大の困難であることに気付き、そして、ネガを投影することで、この問題を少し修正できることに気づいた。これを行うために、彼は4枚の写真引伸機を購入しました。発明を完成させるために、写真が沢山必要だったので、エタプル・シュル・メール（フランス・パドカレー）の住民約50人に、写真を撮られるように求めた。
ロジェー・ダンブロンはこのようにして、 2000枚の顔からなるブリーフケースを構成することに成功した。本発明は、８つの独立した要素（髪、額、鼻、口、あご、目、眉毛、耳）による非常に多様なタイプの肖像画になった。すべての要素はカテゴリごとにグループ化されており、各カテゴリは、肖像画の同じ部分からのさまざまな形状の多数の交換可能な要素で構成されていいた。
5つの異なる頭と異なる器官を持ち、78から125の異なる顔を構成することができるので。当時の証言によると、ロジェー・ダンブロンは、指名手配された人物の非常によく似た肖像画を確立することができていた。
特許は1953年9月2日に発行された。1956年に、特許の補遺を提出し、顔は8部ではなく12部でカットされるようになった。
彼のフォトロボットの発明は、当初は子供向けのゲームだったが、本発明の説明書では、多数の用途に対応できることが指定されていた。
このツールの刑事分野への適用は、1955年の終わりに司法警察によってロバート・アヴリル事件で実施された。その時、「フォトロボット」が「ポルトレートロボット」という名前に変更になった。これにより、8日後に5か月間求行方不明だった若いイギリス人観光客の殺人者を逮捕することができた。
現在、被害者や目撃者の指示に応じて、顔のさまざまな要素を使用して自動ポートレートの作成をコンピュータ化できるソフトウェアがある。
フォトロボットは、今世紀の革新的な発明の1つであり、世界中のほとんどの司法警察によって取り上げられた。